# M25 Lima 2019
El M25 Lima 2019 denominado por razones de patrocinio Copa FDPT fue un torneo de tenis masculino que se jugó en pistas de tierra batida. Se trató de la I edición del torneo que forma parte del ITF World Tennis Tour 2019. Tuvo lugar en Lima, Perú del 15 al 21 de julio de 2019 en las canchas del Club de Regatas Lima Filial San Antonio.

## Distribución de puntos
- Puntos válidos para el ranking ATP a partir del 5 de agosto de 2019.

| Modalidad    | Campeón | Finalista | Semifinales | Cuartos de final | 2ª ronda | 1ª ronda | Clasificados | 2ª ronda de clasificación | 1ª ronda de clasificación |
| Individuales | 20      | 12        | 6           | 3                | 1        | -        | -            | -                         | -                         |
| Dobles       | 20      | 12        | 6           | 3                | -        | -        | -            | -                         | -                         |

## Cabezas de serie

### Individuales
| Tenista              | Ranking ATP | Ranking ITF | Preclasificado |
| Bastián Malla        | 442         | 110         | 1              |
| Camilo Ugo Carabelli | 458         | 87          | 2              |
| Francisco Cerundolo  | 476         | 8           | 3              |
| Juan Pablo Ficovich  | 486         | 102         | 4              |
| Nicolás Álvarez      | 531         | 68          | 5              |
| Hernán Casanova      | 541         | 111         | 6              |
| Cristian Rodríguez   | 554         | 213         | 7              |
| Joao Pedro Sorgi     | 643         | 210         | 8              |

- Ranking del 1 de julio de 2019.

### Dobles
| Tenistas                               | Ranking ATP | Ranking ITF | Preclasificado |
| Boris Arias Federico Zeballos          |             | 145         | 1              |
| Oscar José Gutiérrez Rafael Matos      |             | 68          | 2              |
| Nicolás Álvarez Francisco Cerundolo    |             | 681         | 3              |
| José Daniel Bendeck Cristian Rodríguez |             | 582         | 4              |

- Ranking del 1 de julio de 2019.

## Campeones

### Individuales
[[]] venció a  [[]] por

### Dobles
[[]] venció a  [[]] por